# Annemarie Waser
Pour les articles homonymes, voir Waser.
Annemarie Waser, née le 4 février 1940, est une skieuse alpine suisse originaire du village de Grafenort, dans la commune d'Engelberg.

## Palmarès

### Jeux olympiques d'hiver
| Épreuve / Édition         | Descente | Slalom géant | Slalom  |
| JO 1956 Cortina d'Ampezzo | —        | 14e          | —       |
| JO 1960 Squaw Valley      | Abandon  | 23e          | Abandon |

### Championnats du monde
| Épreuve / Édition         | Descente | Slalom géant | Slalom  | Combiné |
| JO 1956 Cortina d'Ampezzo | —        | 14e          | —       | —       |
| Mondiaux 1958 Bad Gastein | 33e      | 4e           | Bronze  | 9e      |
| JO 1960 Squaw Valley      | Abandon  | 23e          | Abandon | Abandon |

### Arlberg-Kandahar
- Meilleur résultat à l'Arlberg-Kandahar : 4e place dans le slalom 1957 à Chamonix